# Польські племена

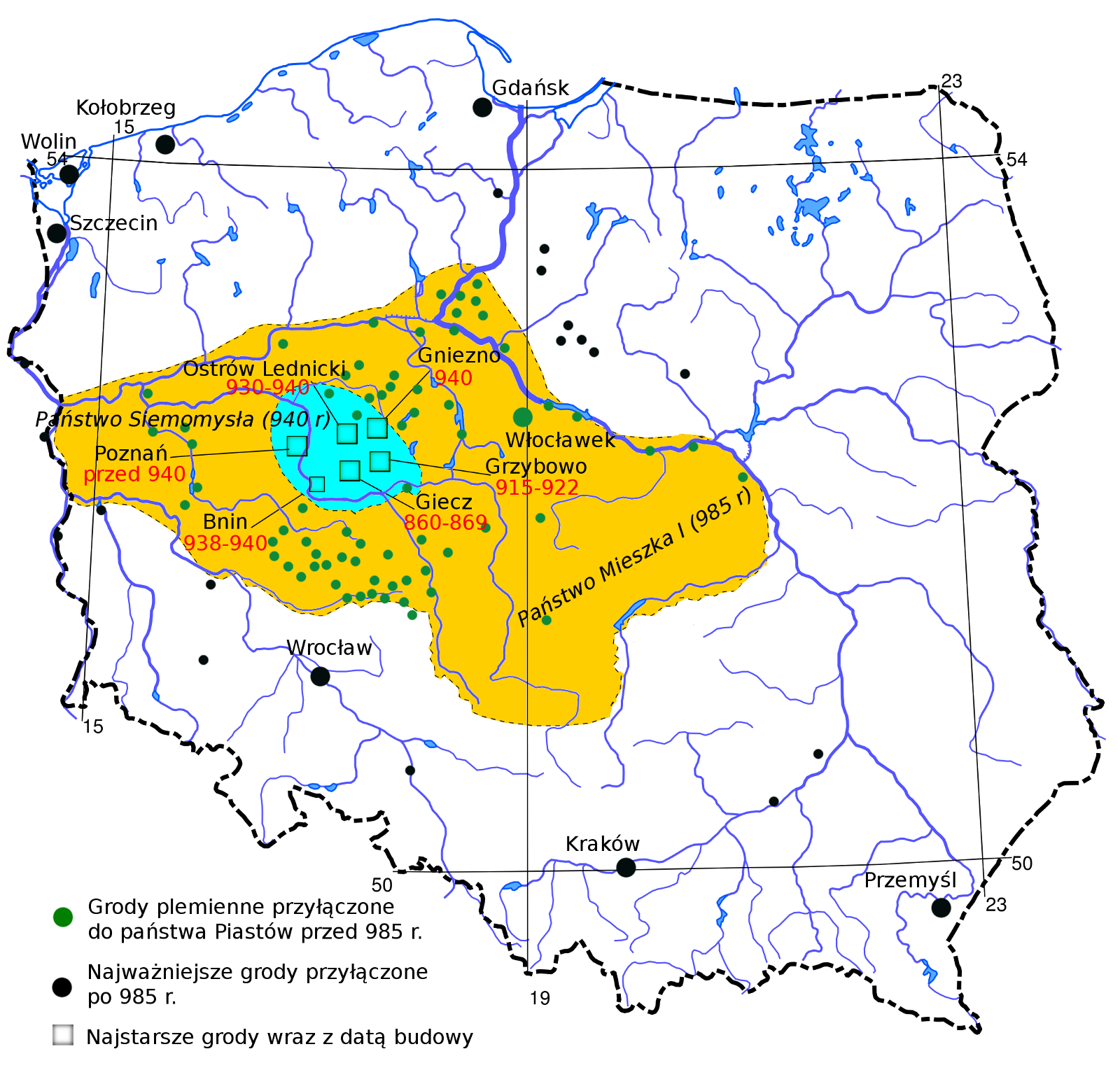
Первісна територія поляків та їх експансія на сусідні слов'янські території

Польські племена — умовна назва, що використовується окремими істориками  для означення ряду західнослов'янських племен з групи лехіцьких, котрі у X i XI стт. були завойовані племенем поляків (полян ляських), та асимільованих ними протягом подальшої історії. Вважається, що "польські племена" увібрали в себе також субстрат германських племен, котрі жили на території нинішньої Польщі до появи тут слов'ян, що також вплинуло на етногенез та генотип сьогоднішніх поляків.
З огляду на пізній характер введення терміна "польські племена", він має досить широкий спектр трактування. В одному випадку, тут може матись на увазі певне внутрішнє розділення всередині самого племені поляків, що мешкало в середній течії річки Варта орієнтовно у VII - X століттях. В другому випадку, під цим терміном розуміють групу найбільш етнічно споріднених із поляками лехітських племен, точна кількість, місце проживання та імена яких невизначена. В третьому випадку під "польськими племенами" розуміються всі слов'янські племена завойовані польським князем Мешком І, в яких згодом утвердилась польська династія П'ястів
В археологічній періодизації племінна епоха на землях сучасної Польщі тривала від бл. 650 р. до руйнації племінного устрою П'ястами у X i XI ст. Кількість залишків помешкань була значно більшою за кількість відомих назв племен. Це породило ситуацію, коли племена мали подвійну назву: власними назвами називаються племена, чиє ім'я збереглось до наших днів в якихось джерелах (Вісляни) i в побуті (Мазовшани, Кашуби), а назвами, що походять від місцевості — невідомі племена (лечицьке чи боніковсько-пжемецьке плем'я).
Для класифікації племен важливим є поділ на племена (так звані малі племена, що складаються з родів чи обчин) та великі племена (так звані міжплемінні злуки чи союзами, що складаються з племен).
Імовірно, великими племенами були Гопляни, Поморяни, Вісляни, Ляхи i Мазовшани. Існували також племінні союзи, назва яких ніде не згадується. Такий союз, імовірно, створили чотири сілезьких племені. Збереглися також назви племен, що не входили ні в які злуки (Любешани).

## Один із варіантів переліку "Польських племен" за згадками
| номер: | назва     | польська назва         | к-ть міст |
| ------ | --------- | ---------------------- | --------- |
| 7,     | Гавеляни  | Hawelanie              | 8         |
| 15,    | Мілохи    | Miloxi                 | 67        |
| 16,    | Песничі   | Phesnuzi               | 70        |
| 17,    | Тадеші    | Thadesi                | 200       |
| 18,    | Гопляни   | Glapianie чи Goplanie  | 400       |
| 33,    | Ляхи      | Lędzianie чи Lędzice   | 98        |
| 34,    | Равчани   | Thafnezi               | 257       |
| 36,    | Пижичани  | Pyrzyczanie            | 70        |
| 48,    | Вісляни   | Wiślanie               |           |
| 49,    | Сілезці   | Ślężanie               | 15        |
| 50,    | Лужичі    | Łużyczanie]            | 30        |
| 52,    | Мільжани  | Milczanie              | 30        |
| 56,    | Lupiglaa  | Głubczyce (?)          | 30        |
| 57,    | Ополяни   | Opolanie               | 20        |
| 58,    | Голенжичі | Golęszycy чи Gołęszyce | 5         |
| 53,    | Безунчани | Bieżuńczanie           | 2         |
| 51,    | Дядошани  | Dziadoszanie           | 20        |
|        |           |                        |           |